# Nilus Chaos
Nia Chaos és una estructura geològica del tipus chaos a la superfície de Mart, situada amb el sistema de coordenades planetocèntriques a 26.99 ° de latitud N i 285.27 ° de longitud E. Fa 283 km de diàmetre. El nom va ser fet oficial per la UAI l'any 1985 i el pren d'una característica d'albedo localitzada a 20 ° de latitud N i 65 ° de longitud O.